# Asteroporpa affinis
Asteroporpa affinis är en ormstjärneart som beskrevs av Christian Frederik Lütken 1859. Asteroporpa affinis ingår i släktet Asteroporpa och familjen medusahuvuden. Inga underarter finns listade i Catalogue of Life.